# 加查寺
加查寺，位于西藏自治区拉萨市林周县松盘乡松盘村，是一座藏传佛教寺院。

## 简介
加查寺位于林周县松盘乡松盘村。松盘村有松盘庄园遗址，该村附近有林周宗的遗址，以及中国人民解放军第十八军进藏时开辟的“第一块菜园子”。21世纪初，乃苏寺、加查寺是松盘村辖区内唯一两座寺庙，在编僧尼48人。
2012年，该寺的僧人江才扎西被评为西藏自治区爱国守法先进僧尼。